# Slow Down (песня Ларри Уильямса)
«Slow Down» — песня в форме 24-тактового блюза, написанная и записанная Ларри Уильямсом. Выпущенная на сингле в 1958, стала хитом в жанре «ритм-н-блюз», повлияла на рост популярности рок-н-ролла в то время. Сингл (на скорость 45 оборотов в минуту), записанный Уильямсом в 1958, включал «Dizzy Miss Lizzy» на стороне «А» и «Slow Down» на стороне «Б». Обе песни неоднократно впоследствии исполнялись в кавер-версиях другими артистами, в том числе The Beatles выпустили их записи, соответственно, в 1965 и 1964 годах.

## Версия The Beatles
The Beatles исполняли кавер-версию песни в своих выступлениях и ранее 1964 года, когда наконец-то 1 июня 1964 записали песню и 19 июня 1964 выпустили её в Великобритании на мини-альбоме Long Tall Sally. Чуть позднее, также в 1964, песня была выпущена и в США: в июле 1964 — на альбоме Something New, в августе 1964 — на стороне «Б» сингла «Matchbox», который поднялся до 25-го места в чарте Billboard Hot 100. Песня в записи The Beatles вошла также в их сборники Past Masters, Volume One (1988) и Live at the BBC (1994) (в последний — в версии, записанной 16 июля 1963 в BBC Paris Theatre в Лондоне).
Музыкальный критик Иэн Макдональд критиковал исполнение The Beatles этой песни как «одну из наименее удачных кавер-версий в деятельности The Beatles», отсутствие «фундамента, драйва и основы сплочённости» (англ. bottom, drive and basic cohesion) и указывал, что «гитарное соло [Леннона] неудобно и разрушается баланс звука». Он также указывает на оставшийся след небрежного редактирования записи, где на 1:14 (1 минута 14 секунд от начала) на мгновение пропадают звучание как фортепиано, так и бас-гитары Маккартни. Ринго Старр также, как можно услышать, теряет ритм во время песни. (англ. Starr can likewise be heard to lose time during the song.)

### Состав участников записи
- Джон Леннон — вокал, соло-гитара
- Пол Маккартни — бас-гитара
- Джордж Харрисон — ритм-гитара
- Ринго Старр — барабаны
- Джордж Мартин — фортепиано (добавлено к записи 4 июня 1964)[2]

Дается по The Beatles Bible